# 肖恩·奥尔森
肖恩·奥尔森（英語：Sean Olsson，1967年3月2日—），英国男子雪车运动员。他曾代表英国参加1994年和1998年冬季奥林匹克运动会雪车比赛，其中1998年冬季奥运会获得一枚铜牌。